# 涪城一号
涪城一号卫星是一颗小型商业SAR遥感卫星，总重300千克，最高分辨率1米。这颗卫星是绵阳星座6颗卫星的首颗，性能指标达到C频段轻小型SAR遥感卫星水平，可实现全天时、全天候成像，具备聚束、条带及扫描多种模式。